# Партия новых коммунистов
Па́ртия но́вых коммуни́стов (ПНК) — подпольная леворадикальная организация, созданная в конце 1972 года — начале 1973 года в Москве Александром Тарасовым и Василием Минорским.
В теоретическом плане ПНК совмещала элементы ортодоксального марксизма-ленинизма, троцкизма и неоанархизма (в духе Даниеля Кон-Бендита образца 1968 года). Существовавший в СССР экономический строй члены ПНК рассматривали как социалистический, но в то же время существовавший политический строй — как несоциалистический (неосталинистский бюрократический), что, по их мнению, являлось вариантом противоречия между производительными силами и производственными отношениями и должно было привести страну к политической революции. Причиной расхождения экономического и политического строев члены ПНК считали победу Сталина и его сторонников над их политическими оппонентами в ВКП(б) в конце 1920-х — начале 1930-х годов.
ПНК ставила своей целью осуществление политической революции и возвращение страны к досталинским идеологическим и политическим установкам. Авангардом такой революции ПНК считала студенчество.
Разработанной структуры и официальных теоретических документов ПНК не имела (предполагалось, что такие документы будут приняты будущим съездом партии). Организация состояла из двух групп в Москве и одной в городе Калининграде (ныне — Королёв) Московской области. В качестве временного программно-теоретического документа выступали «Принципы неокоммунизма», написанные А. Тарасовым в форме катехизиса в ноябре 1973 года. В отдельных (важных, с точки зрения членов организации) теоретических вопросах участники ПНК руководствовались положениями работ, написанных Тарасовым в 1973—1974 годах (и доработанных после их обсуждения в ПНК). Такими вопросами были: приоритет революционного пути перед реформистским (на основе работы «Чили, Кипрский кризис и еврокоммунизм»); идентификация советского мещанства как своеобразной формы мелкой буржуазии и как основной реакционной силы советского общества (на основе работы «Гниль болота. „Чёрная сотня“ как революционная контрреволюция мещанства»); несовместимость представительной демократии с коммунизмом, необходимость прямой демократии (на основе работы «Каждый человек — король»). Все эти работы не сохранились, они были сожжены в январе 1975 года.
Члены ПНК занимались поиском, подбором и распространением нелегальной литературы (самиздата и литературы досталинского периода), завязывали контакты в молодёжной и студенческой среде, вели устную пропаганду (в 1970-е годы такая пропаганда влекла за собой наказание до семи лет заключения по ст. 70 Уголовного кодекса РСФСР).
Летом 1974 года члены ПНК провели в Москве пробную кампанию граффити-пропаганды, оставив на стенах домов и на заборах около 15 надписей мелом («Революция — сейчас и здесь!», «Отстраните маразматиков от власти!», «Десяти лет достаточно!» — имелся в виду срок пребывания Брежнева у власти — и т. п.). Опыт был признан неудачным: надписи оказались неяркими и легко смывались дождём. Было решено в будущем отказаться от граффити и перейти к изготовлению и распространению листовок.
В сентябре 1973 года ПНК установила контакты с другой подпольной леворадикальной группой «Левая школа», сойдясь сначала во взглядах на причины поражения Чилийской революции 1970—1973 годов, а затем и на природу политического режима в СССР. В мае 1974 года ПНК и «Левая школа» договорились об объединении и в сентябре 1974 года слились в одну организацию, принявшую название Неокоммунистическая партия Советского Союза (НКПСС).
Несмотря на соглашение о слиянии, де-факто ПНК и «Левая школа» некоторое время функционировали отдельно; поэтому, когда в январе 1975 года часть членов московской организации ПНК (включая её лидеров) была арестована КГБ, руководители «Левой школы» взяли на себя задачу сохранения организации в глубоком подполье и делали это до 1977 года, когда вышедшие на свободу лидеры НКПСС из числа бывших членов ПНК занялись восстановлением партии. Таким образом, вплоть до января 1977 года ПНК существовала как отдельная подпольная группа, фактически управлявшаяся «Левой школой».